# Mawatari Hiroki
Hiroki Mawatari (馬渡 洋樹 Mawatari Hiroki, sinh ngày 16 tháng 8 năm 1994) là một cầu thủ bóng đá người Nhật Bản. Anh thi đấu cho Ehime FC.

## Sự nghiệp
Hiroki Mawatari gia nhập câu lạc bộ tại J2 League Ehime FC năm 2017.